# So This Is Goodbye
So This is Goodbye är den kanadensiska indiepopgruppen Junior Boys andra album, utgivet 2006.

## Track listing
1. "Double Shadow" (Junior Boys) – 4:22
2. "The Equalizer" (Junior Boys) – 4:57
3. "First Time" (Junior Boys) – 5:26
4. "Count Souvenirs" (Junior Boys) – 4:45
5. "In the Morning" (Junior Boys, Andi Toma) – 4:42
6. "So This Is Goodbye" (Junior Boys) – 5:19
7. "Like a Child" (Junior Boys) – 6:06
8. "Caught in a Wave" (Junior Boys) – 3:39
9. "When No One Cares" (Sammy Cahn, Jimmy Van Heusen) – 3:49
10. "FM" (Junior Boys) – 5:53